# Први келтиберски рат
Први келтиберски рат (или Шпански рат, односно Хиспанијски рат у римским изворима) је назив за оружани сукоб који се између 181. п. н. е. и 179. п. н. е. водио између Римске републике на једној те домородачких, односно келтиберских племена Хиспаније на другој страни. Представљао је први од келтиберских ратова, односно дио процеса римског освајања Хиспаније.
Рат је избио када су се 181. п. н. е. разна племена у долини Ебра, прије свега Лузони, дигли против тадашње римске власти. Римски извори, прије свих Апијан, наводе како је главни повод био недостатак хране, односно земљишта. Устанак се дјелимично смирио када је устаничку војску растјерао конзул Квинт Фулвије Флак, али су устаници пронашли базу у утврђеном граду Комплега, одакле су напали Каравис. Године 179. п. н. е. је против устаника кренуо Тиберије Грах Старији који је ослободио Каравис опсаде, али је потом испословао мирно рјешење сукоба тако што је Лузонима и другим сиромашним племенима раздијелио јавну земљу, омогућивши им бољи живот. Грах је због тога стекао велики углед како међу Римљанима, тако и међу домороцима.